# Laurent de La Hyre

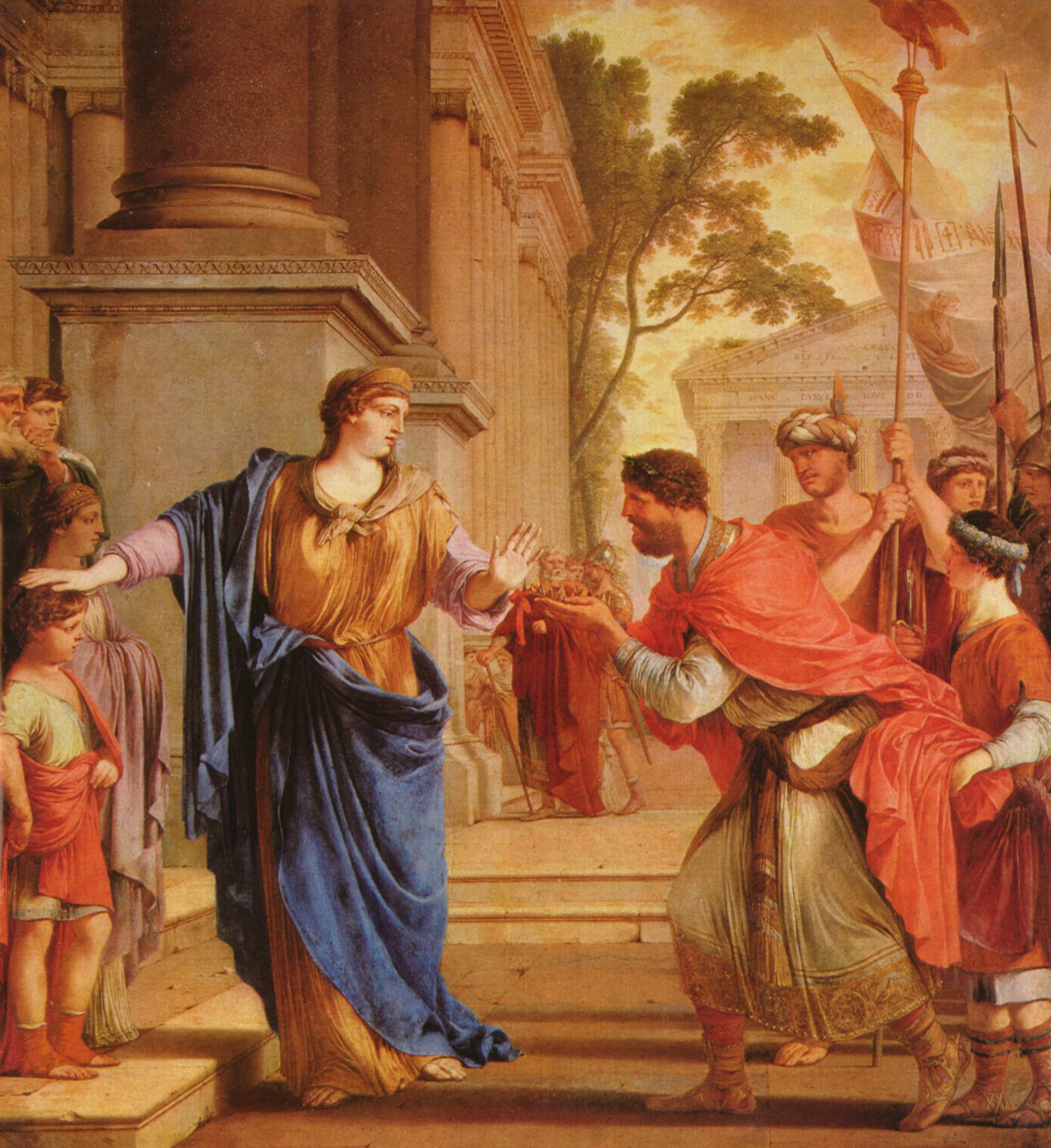
Laurent de La Hyre: Cornèlia rebutja la corona dels Ptolomeus, 1646.

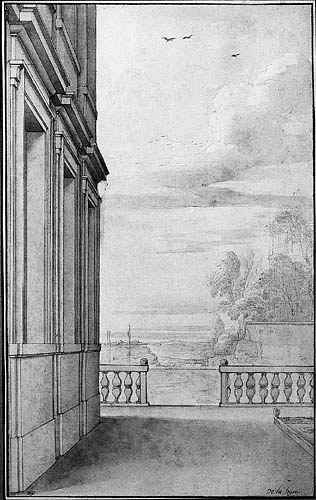
Laurent de La Hyre: Perspectiva (dibuix).

Laurent de La Hyre (París, 27 de febrer de 1606 - 28 de desembre de 1656) va ésser un pintor barroc francès, nascut a París i pare de l'astrònom francès Philippe de la Hire.
Va ser alumne de Jean-Baptiste Lallemand i va estudiar les obres de Primaticcio a Fontainebleau, però no va visitar mai Itàlia.
La Hyre està relacionat amb el període de transició abans de la introducció del barroc francès per Simon Vouet.
La seva obra és arcaïtzant amb nombrosos paisatges.